# M1高速公路 (北愛爾蘭)
M1是北愛爾蘭的高速公路。它是该地区最长的高速公路，从贝尔法斯特到邓甘嫩，通过安特里姆郡、唐郡、阿马郡和蒂龙郡，行驶38英里（61公里）。它是通过北爱尔兰的A1（爱尔兰共和国的N1 / M1）在贝尔法斯特和都柏林之间的路线的一部分，也是未签约的欧洲E01和E18航线的一部分。

## 路线
道路始于百老汇环形交叉路口，位于温莎公园西侧，与布莱克斯塔夫河平行。朝南为双线三车道高速公路，在穿过贝尔法斯特至纽里铁路线之前，经过凯斯门公园以东。穿过鄧默里和Ballyskeagh，它到达利斯本南部。随着高速公路进入乡村，都柏林的交通在7号和8号交叉路口停靠。现在向西驶过Aghnatrisk，它平行行驶，然后穿过贝尔法斯特到纽里的铁路线，然后是拉甘河，然后到达莫伊拉。继续向西行进，它经过Killaghy和Tullydagan之间以及Lurgan和Turmoyra的北部，穿过Pough河，位于Lough Neagh以南，然后与M12交界。穿过班恩河，然后进入一个相对无人居住的地区。它经过Derryadd Lough南部，绕过Annagarriff自然保护区，然后穿过Blackwater河，绕过Tamnamore北部和Laghey Corner，然后在A4的Dungannon结束。

## 历史
自1946年以来，贝尔法斯特的M1线已经计划成为一条公路，作为南方引道，尽管路线上存在一些分歧。 阿马郡的县规划人员也一直致力于重建当时T3主干道的计划，这条主干道由于路线不良，速度限制有限而且施工失败，一些工作在1955年至1957年之间进行。这两个计划最终升级 到1958年进入M1的计划。1957年开始建造第一座桥梁，随后是高速公路的第一段。1964年，北爱尔兰政府宣布计划建设一条宽阔的高速公路，看到M1现在计划前往邓甘嫩。
这条道路是在1962年到1968年之间分阶段建造的： 在开放之前，皇家阿爾斯特警察交通部门开展了宣传活动，教育司机如何在高速公路上行驶。 1965年底，英国交通部长汤姆·弗雷泽和他的继任者芭芭拉·卡素爾在英国的高速公路上實施了70英里/小时（113公里/小时）的速度限制，但最近建造的北爱尔兰M1在數年間仍然没有限速。
M1在9号和10号交叉口之间6英里（9.7公里）的延伸段以及12号和13号交叉口之间4英里（6.4公里）的路段上是平直且平坦的，并且存在一个城市神话，声称这些将被使用 作为与苏联发生重大冲突时美国空军的补充跑道。